# Admetinae
Admetinae is een onderfamilie van weekdieren uit de klasse van de Gastropoda (slakken).

## Geslachten
- Admete Krøyer, 1842
- Antepepta Finlay & Marwick, 1937 †
- Cancellicula Tabanelli, 2008
- Microcancilla Dall, 1924
- Neadmete Habe, 1961
- Nothoadmete Oliver, 1982
- Zeadmete Finlay, 1926